# 덴포역
덴포역(일본어: 伝法駅, でんぽうえき)은 일본 오사카부 오사카시 고노하나구에 있는 한신 전기철도 한신 난바 선의 역이다. 역 번호는 HS 47이다.
한신 난바 선이 덴포 선으로 개통 당초 7개월 동안 종착역이었다.
과거 덴포 역 역명의 로마자 표기는 "DEMPO"가 아니라 "DENPO"였다. 그러나, 2009년 1월부터 2월까지 새로운 의장의 역명판이 신설 및 갱신되었고, 동시에 소문자가 섞인 "Dempo"라는 표기로 개선되었다.

## 역 구조
성토 위에 상대식 승강장 2면 2선의 지상역이다. 분기기, 절대 신호가 없어 정류장으로 분류된다. 1층이 개찰구, 2층이 승강장이다. 배리어 프리화 공사가 실시되면서 2010년 3월 27일부터는 개찰 내에 각 승강장과 연결되는 엘리베이터가 신설되고 화장실도 공사 전에는 남성용이 난바 방면 승강장 위에 있었고, 여성용 남녀 겸용 다기능 화장실이 1층에 설치되어 있었다. 현재의 역사는 2010년 2월경에 완성한 것으로 종전의 역사는 난바 방향에서 도로에 면한 곳에서 고베 방면 쪽의 안쪽에 있었다.
개찰구는 1개소 뿐이고, 승강장에서 난바 쪽 끝에서 연결된다.
승강장 유효 길이는 128m로 19m급 한신 차량의 6량 편성과 21m급의 긴키 닛폰 철도 차량 6량 편성에 대응한다.

### 승강장
| 승강장 | 노선           | 방향 | 행선                                             |
| ------ | -------------- | ---- | ------------------------------------------------ |
| 동     | ■ 한신 난바 선 | 상행 | 니시쿠조・돔마에・난바・나라 방면                |
| 서     | ■ 한신 난바 선 | 하행 | 아마가사키・고베 (산노미야)・아카시・히메지 방면 |

## 역 주변
- 덴포 공원
- 고노하나 덴포 우체국
- 오사카 시립 덴포 초등학교
- 덴포 유치원
- 가라스노미야
- 쇼렌지
- 사이넨지 절
- 도요나가 산업

## 역사
- 1924년
  - 1월 20일: 덴포 선 다이모쓰 ~ 당역 구간 개통과 동시에 영업 개시.
  - 8월 1일: 당역에서 지도리바시 역간 노선 연장, 중간역이 됨.
- 1964년 5월 20일: 덴포 선이 니시오사카 선으로 노선명 변경.
- 2009년 3월 20일: 니시오사카 선이 한신 난바 선으로 노선명 변경.
- 2014년 4월 1일: 역 번호 도입.

## 인접역
| 한신 전기철도 ■ 한신 난바 선 | 한신 전기철도 ■ 한신 난바 선 | 한신 전기철도 ■ 한신 난바 선     |
| ---------------------------- | ---------------------------- | -------------------------------- |
| HS 48 후쿠 아마가사키 방면   | ■ 준급 ■ 구간준급 ■ 보통     | 지도리바시 HS 46 오사카난바 방면 |